# Chaitophorus populifolii
Chaitophorus populifolii är en insektsart som först beskrevs av Essig 1912.  Chaitophorus populifolii ingår i släktet Chaitophorus och familjen långrörsbladlöss.

## Underarter
Arten delas in i följande underarter:
- C. p. populifolii
- C. p. simpsoni